# Anna Schneeberger
Anna Schneeberger (* 15. Dezember 1999) ist eine österreichische Taekwondoin und aktive Wettkämpferin in der Formenlauf-Disziplin Pumsae.

## Sportliche Laufbahn
Anna Schneeberger kam mit sechs Jahren zu der koreanischen Kampfkunst Taekwondo und trainiert im Taekwondo Verein Wörgl.
2016 bestritt sie ihren ersten internationalen Wettkampf, die Austrian Open Poomsae, bei welchem sie im Pumsae-Einzelwettbewerb der Juniorinnen den dritten Platz belegte. 2017 und 2019 nahm sie an den Europameisterschaften sowie 2020 an den Weltmeisterschaften teil.
2023 erreichte sie im Einzel-Wettbewerb der Damen den ersten Platz bei den "European Universities Combat Championships" in Zagreb. Bei den 2023 in Innsbruck durchgeführten Europameisterschaften schlug Schneeberger im Viertelfinale Deutschland, unterlag im Halbfinale der türkischen Athletin Şeyda Nur Yavuz und gewann somit eine Bronzemedaille im Einzelwettkampf der Damen in den traditionellen Pumsae.

## Ehrungen
2023: Tiroler Sportlerin des Jahres
2024: Tiroler Meisterehrung, Tiroler Sportehrennadel in Gold mit Brillant.